# Rundskuedagene i Ringsted 1919
|  | Denne artikel er oprettet af botten Steenthbot ud fra en ekstern database. Den kan derfor have sproglige fejl eller mangler. Denne skabelon kan fjernes efter kontrol af indholdet. |

Rundskuedagene i Ringsted 1919 er en dansk dokumentarisk optagelse fra 1919.

## Handling
Rundskuedagene i Ringsted afholdes 5.-6. juli 1919. Et optog af blomsterdekorerede hestevogne kører gennem byen. Herefter følger et historisk optog med masser af medvirkende.